# تشكل الفجوات

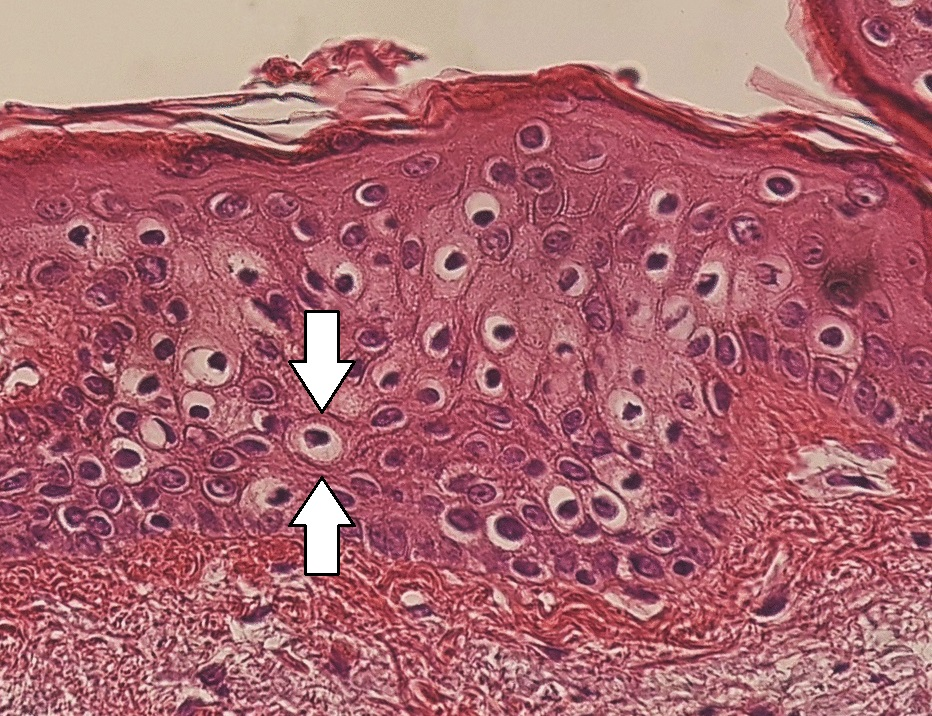

تَشَكُل الفَجَوات (بالإنجليزية: Vacuolization)‏ هي تشكل فجوات داخل الخلايا أو بالقُرب مِنها، وغالباً ما يشير هذا المُصطلح في علم أمراض الجِلد إلى الخلية القاعدية في منطقة الغشاء القاعدي.